# Francisco Díaz Pimienta
Francisco Díaz Pimienta fue un oficial naval español que desempeñó el empleo de capitán, almirante, y finalmente capitán General de la Flota Océano, formando parte del Consejo Real de Guerra. Fue además designado gobernador de Menorca, virrey de Sicilia y caballero de la Orden de Santiago.

## Orígenes
Una vez terminada la conquista de las islas Canarias por los españoles, Francia y Portugal se convertirían en los países que primeramente colonizarían el archipiélago junto con la nación conquistadora. En este sentido, la extensa permanencia y vecindad del matrimonio Diego Díaz Pimienta y Mayor Franco, naturales de Cuba (Portugal), resulta acreditada por el historiador y diputado general de Canarias en la Corte José Vandewalle y Cervellón, y el cronista Juan Núñez de la Peña, quien consigna la vecindad de los mismos en Puntallana, perteneciente a la isla de San Miguel de la Palma. En igual sentido se expresa un antiguo nobiliario de la casa de Mesa y Ponte, donde consta que Cuba en Portugal era el pueblo de la naturaleza de dicho Diego.
Tuvo este matrimonio de origen portugués vecino de Puntallana, tres hijos; Francisco, Pedro y Felipa Díaz Pimienta y Franco. El primero de ellos, Francisco Díaz Pimienta y Franco, devendría padre del capitán general del mismo nombre.

### Francisco Díaz Pimienta (Padre)
El comercio y la navegación fueron las primitivas faenas de Francisco Díaz Pimienta. Consta en el acta del Cabildo que con fecha 13 de marzo de 1594, se le dio licencia para cortar maderas en Puntallana con el objeto de fabricar un navío, desde cuyo buque y los que en lo sucesivo construyó, le reservaría el futuro importantes servicios para la patria. Las condiciones en que aquel se realizaba con América desde la Palma, rica en productos de exportación, le permitiría medrar profesionalmente, pasando de los pequeños negocios a los grandes, y del servicio mercante al militar, debido a que lo costoso de los navíos y la escasez de los mismos, invitaría a la marina mercante a ser de guerra. En este sentido, el mismo rey Felipe III reconocería posteriormente, mediante Real cédula, la creación del mayorazgo en su familia.
En la Real Cédula que se expidió en Madrid a 6 de marzo de 1600 por facultad del monarca para autorizar á Díaz Pimienta la creación del mayorazgo, se consigna:

«...que en tiempo del general Alvaro Flores y de D. Francisco Coloma venisteis con una nao vuestra, acompañando las fragatas desde la Habana y fue causa de que el inglés no se llevase la una que la tenía envestida y la salvasles; y la Capitana de Francisco Coloma habiendo salido muy mal parada de una tormenta fue socorrida por vos con una nao, y fuéremos servidos de daros licencia y facultad nuestra para hacer los dichos mayorazgos ó como la vuestra merced fuere».

Guarda el Archivo parroquial del Salvador unos autos que contienen la declaración de varios testigos, los capitanes Blas Lorenzo de Cepeda, Miguel Pérez, Juan Fernández Sodore, Francisco Salgado, Francisco Rege Garbolano, Blas Simón de Silva y Gaspar de Olivares Maldonado, según los cuales se declara por unanimidad que fue Francisco Díaz Pimienta Piloto de la Armada en la Batalla de Lepanto. Entre sus méritos, se incluirían además el desempeño en su isla natal del ejercicio de Maestre de Campo de la compañía miliciana de Puntallana, San Andrés y Sauces y Barlovento, Castellano de uno de los fuertes de Santa Cruz de la Palma, el Castillo de Santa Catalina (enlace roto disponible en Internet Archive; véase el historial, la primera versión y la última)., así como Regidor perpetuo del Cabildo.

#### Adquisición de la Capilla de Santa Ana
No existe en los archivos parroquiales de la isla de la Palma, la partida de casamiento de Francisco Díaz Pimienta, sin embargo, subsana esta falta en su lugar el contenido en el libro primero de bautismos de la Parroquia del Salvador, concretamente en los folios 194 y 281, sendas partidas correspondientes a sus hijas legítimas, Inés y Lucía. Tales partidas bastan para probar el matrimonio del capitán Francisco Díaz Pimienta con Dª. Beatriz Rodríguez.
Por escritura otorgada ante Bartolomé Morel, con fecha 8 de enero de 1601, se cedieron en propiedad con todos sus derechos y acciones al capitán Francisco Díaz Pimienta y a su mujer Dª. Beatriz Rodríguez la capilla de Santa Ana, en la parroquia matriz del Salvador. Fue dada al capitán Díaz Pimienta la posesión de la mencionada Capilla de Santa Ana en la forma ordinaria, cuya posesión fue aprobada y ratificada por el Diocesano en auto de 3 de junio de 1603. La mencionada Capilla sería restaurada por sus nuevos dueños, dándole más elevación y construyendo paredes, arcos de piedra, techo, pavimento y retablo, sin olvidar el sepulcro para sí y sus descendientes. Posteriormente, el Almirante Francisco Díaz Pimienta, hijo no legítimo del capitán del mismo nombre, establecería como cláusula en su testamento:

«Es mi voluntad que en la capilla de la Señora Santa Ana que está al lado del Evangelio de la Iglesia Mayor de la ciudad de la Palma, una de las Islas Canarias, fundación y entierro de mis padres se coloque una lámpara de plata dotada con seis arrobas de aceite al año, para que arda por nuestras almas, de mis padres, hermanos y descendientes.»

En la actualidad, es capilla se encuentra reconocida a San Pedro, por haberse colocado en ella el año 1818 el paso de la Negación del referido Santo Apóstol.

#### Controversia respecto al origen natal del Francisco Díaz Pimienta (hijo)
José Vandevalle y Cerbellón, notable genealogista, dice que el Capitán tuvo dos hijos naturales; Francisco y Jacinta Díaz Pimienta, quien vivió en Sevilla. Es tradicional en la isla de La Palma reconocer la localidad de Tazacorte, en la propia isla, como lugar origen de Pimienta. Frente a esta creencia, existen importantes declaraciones que le dan naturaleza cubana; las que recoge por ejemplo el Arrate y Salinas, historiadores cubanos,, para extender su partida de nacimiento en La Habana.
La tradición conservada y transmitida en La Palma es que el almirante Francisco Díaz Pimienta nació en Tazacorte por el año 1594, fecha que concuerda con las edades de este general en otros testimonios de su vida militar. Abunda en esta opinión un historiador canario, coetáneo suyo, Pedro Agustín del Castillo, siguiéndose en la misma línea con la biografía publicada por el periódico El Ramillete de Canarias, y corroborando lo mismo los bibliófilos palmeros Juan Bautista Lorenzo y Pedro José de las Casas Pestana.
Todo lo que dice la tradición del país respecto a su ilegitimidad, queda confirmado por el Testamento de su padre el Capitán, en terminante y expresiva cláusula:

«Declaramos que Francisco Díaz Pimienta, estudiante, lo tenemos en los estudios de Sevilla, a quien criamos en nuestra casa e a quien tenemos mucho amor e amistad, del cual en los dichos estudios le estamos sustentando y alimentamos.[...] con nuestra pretención para ser de misa y graduado. [...] lo que en esta cláusula está dicho que le mandamos por vía de manda honorosa ó por vía de tercio y quinto ó en aquella vía y forma que mejor haya pueda tener lugar de derecho para que se le pague todo ello de mis bienes, por que se lo damos por vía de limosna y caridad atento a que es pobre.»

José Wangüemert y Poggio, sanciona la creencia de la paternidad ilícita de Díaz Pimienta hijo respecto al Piloto de Lepanto, en su propio trabajo biográfico sobre el Almirante:

«esto, unido a la general costumbre de dedicar a los hijos bastardos a la carrera eclesiástica, como buscando en la oración y ejemplaridad del hijo, el perdón para la falta paterna y la extinción de la descendencia ilegítima a la vez, afirma la creencia palmera.»

Recogiendo explícitamente las noticias tomadas del expediente que se incoó en el año 1642, para recibirse caballero de la ínclita Orden de Santiago, puede recurrirse a la genealogía establecida en dicho expediente, que dice:

«El General Francisco Díaz Pimienta, natural de la Havana, donde nació de paso viniendo sus padres a españa de un Corregimiento en que estubieron en las Indias en servicio de su Magestad. - Padres: El Capitán Francisco Díaz Pimienta, natural y rrexidor de la ciudad de la Palma en la isla de Canaria, y Doña Juana Pérez de Mendiçabal que nació de passo en la Havana, viniendo sus padres de las Indias de un officio del servicio de su Magestad. - Abuelos paternos: El Capitán Diego Díaz Pimienta y Mayor Franco, naturales de la ciudad de la Palma, Isla de Tenerife. - Abuelos maternos: Juan Pérez de Mendiçabal y Doña María de Lezcano, naturales de la provincia y Guipúzcoa en Oñate.»

## Juventud

### Infancia en Garachico y estudios en Sevilla
De niño se criaría algunos años en Garachico, isla de Tenerife, en casa de unos tíos, coincidiendo con el período de auge del puerto de esta localidad por ser el de principal movimiento de la isla. En este sentido, el mismo Almirante hace una revelación en su testamento al legar una lámpara para que ardiera después de su muerte:

«en la mayor de la iglesia del Monasterio que en Garachico de la Isla Tenerife, que es otra de las de Canarias fundaron los
señores Pedro Diaz Pimienta y Dª. María Román, mi mui amados Tíos, que me criaron algunos años con amor y
afecto de padres»

Posteriormente partiría a Sevilla para profundizar en sus estudios académicos, a los que se aplicó con gran interés. Crónicas de "El Ramillete" durante aquellos años, donde como sabemos se insertaron brevísimas noticias del Almirante, se referiría a la vida estudiantil del mismo declarando que á los 14 años traducía del latín obras de Tito Livio y Quinto Curcio con facilidad pasmosa. El testamento del Capitán expresa que su hijo se hallaba en Sevilla el año 1610, estudiando la carrera eclesiástica, y siendo la fecha ya indicada de su nacimiento 1594, queda testimoniada su presencia en la ciudad al menos hasta los, muy probablemente, 16 años. Refiere también El Ramillete que el joven Díaz Pimienta pidió con insistencia se le destinara a la marina de guerra y se enviase a Cartagena, no sin haberse antes perfeccionado en las matemáticas, las cuales acabó de repasar en aquella población. Contemporáneos y compañeros suyos en Sevilla declararán documentalmente que, a la muerte de su padre, abandonaría la carrera eclesiástica, casándose en esta misma ciudad.

### Ingreso en Cartagena y destino a Flandes
Gracias a la libertad de acción facilitada por la muerte de su padre, Francisco Díaz Pimienta se traslada a Cartagena e ingresa en la armada, con una categoría equivalente a la del moderno guardia marina. En 1610, posible año de su ingreso, o en los dos sucesivos, es probable que el recién reclutado miembro de la Armada fuera destinado a Flandes; siguiendo el relato publicado en El Ramillete, Díaz Pimienta pediría, una vez ingresado en la marina, ser destinado a Flandes, haciendo en estas costas su primera campaña:

«Un acto de valor y de humanidad le valió el empleo de alférez. Parece que corriendo una terrible tormenta el comandante de su buque cayó al agua arrrancado del alcázar de popa por las furiosas olas del mar, y el joven guardia marina, despreciando el peligro y desafiando el embravecidio oleaje, se arrojó al agua y logró salvar de segura muerte a su desventurado jefe cuando ya iba a sumergirse, menteniéndose con él aferrado a uno de los toneles que la tripulación desesperada arrojaba al mar, dando tiempo a que llegasen algunos botes en su auxilio.»

## Estancia en Las Indias

### Constructor de barcos en La Habana
José Wangüemert y Poggio, olvidando establecer la fuente en donde se halla el texto original en su tratado sobre la figura del almirante, reporta la siguiente declaración de Francisco Díaz Pimienta (hijo):

«porque mi muerte no de ocasión a que mis herederos paguen lo que no debo, declaro y advierto a mis albaceas que saliendo por la varra de Sant-Lucar un Galeón mío mando Sant-Francisco de Padua el año de seiscientos y veinte y uno, sirviendo de Galeón de plata debajo de asiento que hice con la Administración de la abería de la Armada [...], y por que el dicho Galeón se perdió saliendo por la varra en que Yo pedí lo que me había costado, y el dinero que en su apresto havía gastado [...], advierto lo que contrataron conmigo, por que si bolbieren a intentar la cobranza, no se balgan de la consecuencia de los otros contratos, antes por mi parte se puede alegar que en el que después hice para fabricar los dos Galeones, la Concepción y Santa Theresa en la Hav.ª contraté esta condición de riesgo en la misma conformidad de haver de ser por cuenta de su Magestad en la parte de el segundo.»

Por otra parte, en el documento titulado "Asiento de los dos galeones que el capitán Francisco Díaz Pimienta hizo en la Habana el año 1625 para servir en la Armada de Indias", puede comprobarse como, ya en el citado año, Díaz Pimienta ostentaba la condición de capitán y reputado fabricante de naves, armonizándose lo dicho con este nuevo contrato de dos galeones, que habrían de fabricarse para servir en la armada de Indias, hecho que evidencia la importancia que merecía al Estado, confiando en él para la dirección de empresas de esta índole.
Según el mismo testimonio, Díaz Pimienta sería dueño de un navío de 200 toneladas, que fabricó en el puerto de La Habana, denominado Nuestra Señora de Aguas Santas.
El asiento tiene la fecha de 8 de febrero de 1625 otorgado en Madrid, y figurando como vecino de Sevilla Francisco Díaz Pimienta, población por él ya conocida y centro importantísimo para la marina, residiendo en el Consejo de Indias y el presidente y jueces oficiales de la Casa de Contratación.

### Almirantazgo y otros hechos
El Gobierno confió a Díaz Pimienta el encargo de perseguir a los filibusteros que asolaban casi toda la América española. Cuando Pimienta recibió la petición se encontraba en La Habana, aprestó tres naves y embarcó hacia Santo Domingo con el objetivo de destruir el establecimiento de los forbanes en la Isla de la Tortuga; así fue anunciado al gobernador de la isla. Sin embargo, fueron tantas las dificultades que este funcionario opuso al proyecto que, avisados los piratas, tuvieron tiempo de poner a salvo su botín, quedando abortada entonces la misión del capitán Pimienta.
Durante el año 1632 no salieron flotas de la península en dirección a Nueva España. El Consejo de Indias cordó que la escuadra de galeones no se concretase solo a escoltar, sino que aprovechando el viaje, deshiciera algunas de las guaridas, empezando por la Isla de San Martín, desde donde hacían gran daño los corsarios.
En Cádiz se juntaron las escuadras de Lope de Hoces, y de Nicolás de Masibradi, a la del Marqués de Cedereyto, general en jefe, reforzándolas con cuatro urcas suecas. Pusiéronse a la vela el 12 de mayo de 1633, formando un total de 55 navíos, yendo en los 24 de guerra una pléyade de marinos como en las flotas de Nueva España, Tierra Firme y Honduras, agregados de generales y almirantes, al Estado Mayor Carlos de Ibarra, Miguel de Rediez, Francisco Díaz Pimienta, Juan de Vega Barzán, Luis Fernández de Córdoba o Luis de Aguilar. Como novedad, acompañaban a la escuadra cinco barcos luengos faleados de reciente invención, que se gobernaban a remo y vela.
Se propuso por parte de los españoles la rendición y entrega del fuerte, con parlamento, encargándose de ello Arias Montano, nombrado gobernador de Arcaya, y el ayudante Candelas, conocedor de la lengua flamenca. El gobernador del fuerte recibió la embajada; sin embargo, les manifestaría su decisión de defender sus deberes militares hasta el final.
El 1.º de julio, se arboló bandera blanca en el fuerte, enviándose tambor con proposiciones ventajosas. Quedaban por entonces vivos 62 holandeses y 15 negros, junto con el jefe del fortín, en grave estado. El Consejo acordó conservar la fortaleza, abriéndose un canal de comunicaciones entre las dos puertas de la isla, además de artillarla mejor y agregar una guarnición de 250 soldados a las órdenes del capitán Cebrián Lizarazu, caballero de Santiago.
Cabe destacar la expedición siguiente, cuya dirección fue otorgada a Fernando Mascarenhas, conde de la Torre, como capitán general del mar Océano. Las escuadras de Portugal y Castilla salieron de Lisboa, ascendiendo las dos a 42 velas, 23 de la primera, mandada por Francisco Melo de Castro y Cosme de Couto Barbosa, almirante, y 18 de Castilla, dirigidas por Juan de Vega Bazán y el almirante Francisco Díaz Pimienta, con 5.000 hombres de infantería.
Sufrió esta armada una fuerte epidemia que costó la vida a 3.000 tripulantes, al arribar a las islas de Cabo Verde, y llegando a Bahía de Todos los Santos, debilitada por este accidente.
Los holandeses, con 36 navíos a las órdenes del almirante Loos, salieron al encuentro, abriéndose batalla entre Tamaracé y Goiana el 12 de enero de 1640. En los días siguientes se renovó la acción frente a Parayva; sin embargo, el enfrentamiento más importante se daría a la altura de Río Grande, durante todo un día.
Los holandeses se mantendrían en la distancia haciendo uso de la artillería, y tras pequeños contratiempos por ambas partes, acabaría alejándose de la escuadra española en Arrecife.
Los hechos de armas que refieren estos afamados autores y las narraciones que su padre le hiciera de la célebre batalla naval de Lepanto, influyeron tan poderosamente en el carácter del joven Díaz Pimienta, al punto de querer ingresar en la marina de guerra, cosa que su progenitor trató de evitar convenciéndole para que continuase con su carrera eclesiástica, por lo que evitando desobedecerle siguió entregado a los estudios teológicos en Sevilla.
Pero no sintiéndose atraído por la labor eclesiástica, aprovechó la libertad que le da la muerte de su padre en 1610 para ingresar en los galeones de Indias, con tan solo 16 años, llegando a desempeñar el empleo de Capitán, luego Almirante, y finalmente General de la Armada de Indias, y formó parte del Consejo de Guerra. Fue Capitán General de Menorca y Virrey de Sicilia.
En el año de 1641 se encontraba con su escuadra en La Habana, se le comunicó que los ingleses habían tomado las islas de Santa Catalina o Providencia y Engracia, por lo que alistó rápidamente la escuadra de su mando que seguía siendo la del Mar Océano.
Puso rumbo a las islas llevando tropas del ejército, las cuales desembarcaron con el apoyo de fuego de los galeones y tras un feroz pero glorioso combate los arrojó de ellas. Por esta razón el monarca Felipe IV, en agradecimiento por este triunfo le otorgó el hábito de Santiago.
En el año de 1652 puso rumbo a las aguas del Rosellón para cruzar con su escuadra, entre éstas y la ciudad condal, en la que estando dándole sitio, encontró la muerte en uno de los ataques. La revuelta es conocida como de Els Segadors. Se cree que está enterrado en la iglesia de San Andrés de Palomar lugar original donde surgió la revuelta soberanista.
Dejó escrita una relación del más famoso de sus hechos de armas, con el siguiente título: " Relación del suceso que tuvo en la isla de Santa Catalina o la Providencia el almirante Francisco Diaz Pimienta, en que se da cuenta de como la tomó á los enemigos, echándolos de ella, y de la estimación de los despojos y número de prisioneros". Fue publicado en Madrid en el año de 1642.
Francisco Díaz Pimienta, general y almirante de la Armada, tuvo además los títulos de consejero de guerra de Su Majestad y Señor de la Villa de Puerto Real.
En la parroquia matriz de Los Remedios, en Los Llanos de Aridane, existe una lápida, muy antigua, colocada en el baptisterio, que dice: «Aquí fue bautizado don Francisco Díaz Pimienta.- General y almirante de la Real Armada de Indias.- Caballero del Hábito de Santiago.- Marqués de Villarreal de Burriel. Que feneció gloriosamente sus días en el sitio de Barcelona y año del Señor 1652».